# The Great Redeemer
The Great Redeemer er en amerikansk stumfilm fra 1920 af Clarence Brown.

## Medvirkende
- House Peters som Dan Malloy
- Marjorie Daw
- Jack McDonald
- Joseph Singleton
- John Gilbert